# جائزة أستراليا الكبرى 1975
جائزة أستراليا الكبرى 1975 هو سباق فورمولا 1 أقيم بتاريخ 31 أغسطس 1975 في كوينزلاند.